# Parahyborrhynchus
Parahyborrhynchus är ett släkte av skalbaggar. Parahyborrhynchus ingår i familjen vivlar.
Kladogram enligt Catalogue of Life:
| Parahyborrhynchus | \| \| Parahyborrhynchus convexiusculus \| \| \| \| \| \| Parahyborrhynchus crassiusculus \| \| \| \| \| \| Parahyborrhynchus mastersi \| \| \| \| |
|                   | \| \| Parahyborrhynchus convexiusculus \| \| \| \| \| \| Parahyborrhynchus crassiusculus \| \| \| \| \| \| Parahyborrhynchus mastersi \| \| \| \| |
|                   | Parahyborrhynchus convexiusculus |
|                   | |
|                   | Parahyborrhynchus crassiusculus |
|                   | |
|                   | Parahyborrhynchus mastersi |
|                   | |